# Tropowe
Tropowe (ukr. Тропове) – wieś na Ukrainie, w obwodzie winnickim, w rejonie mohylowskim. W 2001 roku liczyła 982 mieszkańców.
W czasach Rzeczypospolitej wieś leżała w województwie podolskim. Odpadła od Polski w wyniku II rozbioru.